# Pyrrhura rupicola
La cotorra capirotada (Pyrrhura rupicola) es una especie de ave psitaciforme de la familia Psittacidae perteneciente al género Pyrrhura. Habita las selvas del suroeste de la cuenca del Amazonas, en Bolivia, Brasil y Perú.

## Subespecies
- P. r. rupicola
- P. r. sandiae